# Laurent Prache
Laurent Prache (né le 26 février 1856 à Combles dans la Somme, mort le 27 octobre 1919 à Paris) est un homme politique français.
Membre de l'Union libérale du 6e arrondissement de Paris, il est élu conseiller municipal pour le quartier de Saint-Germain-des-Prés en 1890, avant de remporter un siège de député de la Seine à la Chambre pour la IXe législature (1906-1910). Il est connu pour ses opinions antimaçonniques.

## Théories
Dans son livre La Pétition contre la franc-maçonnerie, il va accuser le Grand Orient de France d'exclusivisme et d'intolérance à partir de 1885, date où un convent supprima des statuts du GODF un article déclarant respecter la foi religieuse et les opinions politiques de chacun de ses membres. Il précise que depuis 1877 pour le GODF et 1879 pour la Grande Loge symbolique écossaise qui vit toute mention au Grand Architecte de l'Univers supprimée, la maçonnerie française est devenue antispiritualiste et hostile à toute métaphysique.

## Œuvres
- La Pétition contre la franc-maçonnerie à la 11e Commission des pétitions de la Chambre des Députés. Motifs et conclusions de la commission. Exposé présenté à la Commission par M. Prache, Impr. de Hardy et Bernard (1905)
- Discours sur la franc-maçonnerie, prononcé dans la discussion de la loi sur les associations, les 19 et 20 mars 1901, à la Chambre des Députés par M. Prache, Comité de défense des libertés d'association et d'enseignement (1901)
- Le Grand-Orient au-dessus des lois, discours prononcé par L. Prache,... dans la séance de la Chambre des Députés du 17 juin 1904, C. Caron (1905)

## Hommage

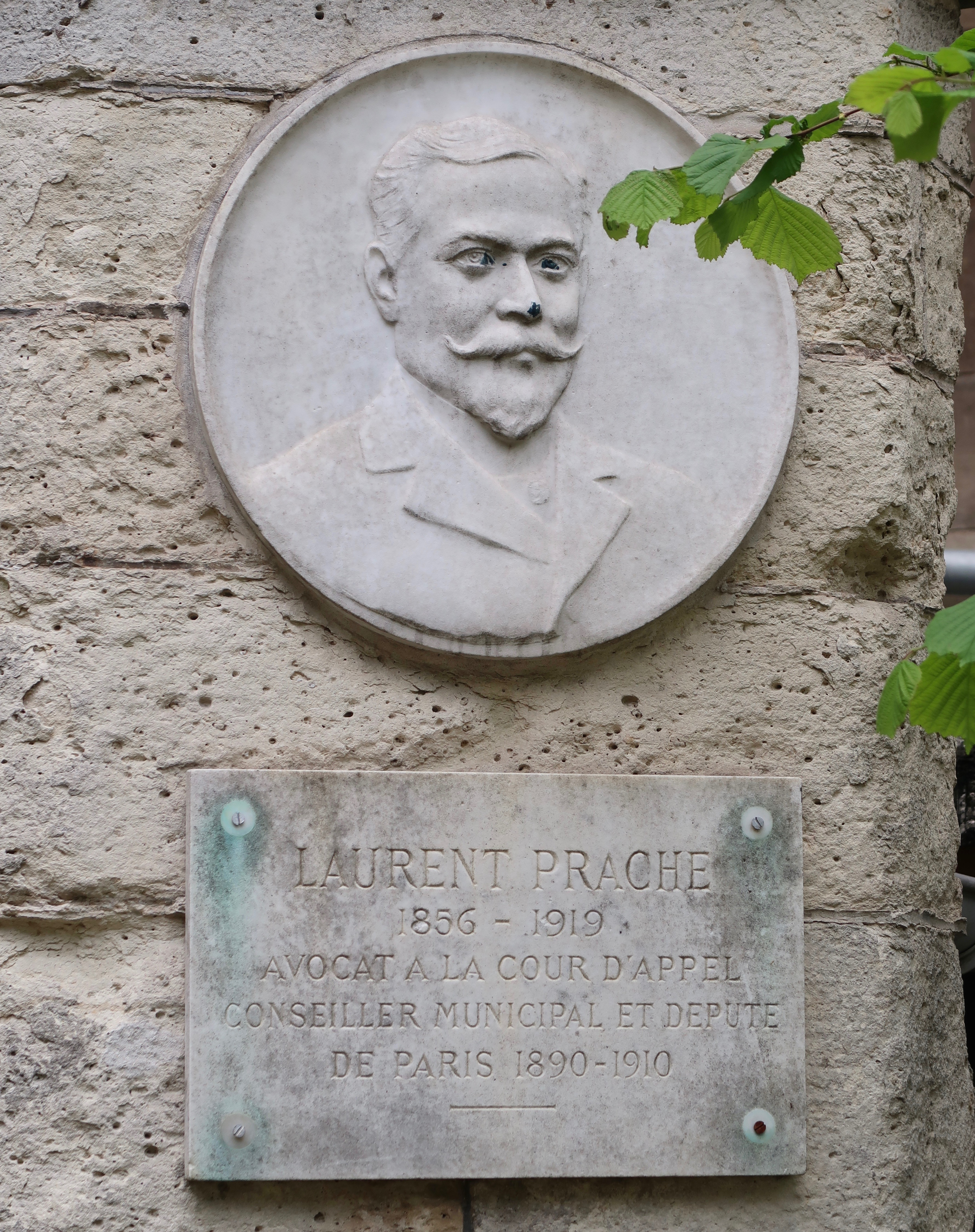
Bas-relief et plaque dans le square.

Il a donné son nom au square Laurent-Prache (6e arrondissement de Paris).

## Sources
- « Laurent Prache », dans le Dictionnaire des parlementaires français (1889-1940), sous la direction de Jean Jolly, PUF, 1960 [détail de l’édition]